# Microsoft SharePoint
Microsoft SharePoint er en webbaseret videndelings- og dokumentstyringsportal fra Microsoft. Det kan benyttes til at konstruere websteder, hvor man kan udveksle oplysninger med andre og samarbejde med andre om dokumenter, samt tilgå specialiserede webdele som blogs, wikis, opgavelister og diskussionsfora via en browser. SharePoint er ikke tiltænkt at skulle erstatte den normale filserver, men som et samlingssted for deling af information.
SharePoint er en ASP.NET 2.0 applikation, der afvikles på en IIS og bruger en Microsoft SQL Server database som data backend.

## Overblik
Platformen for det man kender som SharePoint hedder Windows SharePoint Services (WSS), som er inkluderet i Windows Server og til rådighed som gratis download for dem som har Windows Server licens. Det man kalder Microsoft Office SharePoint Server (MOSS) er en service som tilbyder ekstra funktionalitet og som bygger ovenpå WSS (som i skrivende stund kører i version 3.0).

## Versioner
SharePoint findes i skrivende stund i fire primære versioner 2003, 2007, 2010 og 2013 bedre kendt som SPS 2003 (SharePoint Portal Server 2003) og MOSS 2007 (Microsoft Office SharePoint Server 2007), Sharepoint Server 2010 samt Sharepoint Server 2013.
| Software | Spire Denne artikel om software og programmering er en spire som bør udbygges. Du er velkommen til at hjælpe Wikipedia ved at udvide den. |